# Alberto Bustamante Belaunde
Alberto Bustamante Belaunde (* 12. September 1950; † 7. Februar 2008 in Lima) war ein peruanischer Politiker (parteilos).

## Karriere
Unter Präsident Alberto Fujimori war er von 1999 bis 2000 der 48. Premierminister des Landes. Belaunde starb im Alter von 57 Jahren an einem Herzinfarkt.
| Personendaten    | Personendaten                |
| ---------------- | ---------------------------- |
| NAME             | Bustamante Belaunde, Alberto |
| KURZBESCHREIBUNG | peruanischer Politiker       |
| GEBURTSDATUM     | 12. September 1950           |
| STERBEDATUM      | 7. Februar 2008              |
| STERBEORT        | Lima                         |